# Anthony B. Herbert
Anthony B. Herbert, ameriški častnik in pisatelj, * 7. april 1930, Herminie, Pensilvanija, † 7. junij 2014, Canon City, Kolorado.
Najbolje je znan potem, da je prijavil več vojnih zločinov med vietnamsko vojno, a jih njegov poveljnik ni hotel preiskovati.

## Življenjepis
Maja 1947 je vstopil v Kopensko vojsko ZDA z željo, da postane padalec. Osnovno bojno urjenje je opravil v Fort Dixu (New Jersey), nakar pa je končal še Osnovno zračnoprevozno šolo v Fort Benningu (Georgia). Zatem je sprejel ponudbo o izstopu, se vrnil domov in končal srednjo šolo. Februarja 1950 je ponovno vstopil in postal pripadnik 82. zračnoprevozne divizije; v njeni sestavi je bil oktobra istega leta poslan v korejsko vojno. Kmalu se je izkazal v bojih in postal eden najmlajših višjih podčastnikov (Master Sergeant) ter tudi eden najbolj odlikovanih vojakov. Posledično ga je general Matthew Ridgway leta 1951 izbral, da predstavlja Ameriškega vojaka v Koreji, zaradi česar je bil poslan nazaj v ZDA, kjer je bil povabljen v Belo hišo. Tam se je srečal s predsednikom ZDA Harryjem Trumanom, nakar pa je nadaljeval s potovanjem po ZDA. Ob eni taki priložnosti je srečal bivšo prvo damo, Eleanor Roosevelt, ki ga je prepričala, da nadaljuje šolanje.
Leta 1952 je tako ponovno izstopil in se vpisal na Univerzo Pittsburgha, kjer je diplomiral leta 1956, nakar je ponovno vstopil v Kopensko vojsko kot podporočnik Nacionalne garde Pensilvanije. Osnovni tečaj pehotnega častnika je končal v Fort Benningu, ki ga je končal z visokimi ocenami. Postal je inštruktor v Gorskem rangerskem trenažnem kampu (Dahlonega, Georgia). Svoje naloge je opravljal dobro, zato je hitro napredoval. Leta 1968 je bil prvič poslan v vietnamsko vojno kot član pisarne generalnega inšpektorja pri 173. zračnoprevozni brigadi. Po razkritju pokola v My Laiju je Herbert izjavil, da je bil priča več ameriških vojnih zločinov nad Vietnamci, ki jih je prijavil svojim nadrejenim, a le-ti pa niso storili nič; zaradi tega je vložil tožbo proti svojim nadrejenim. Veliko komentatorjev je bilo mnenja, da so bile njegove obtožbe napihnjene oz. brez dokazov. Naposled je bil prisiljen zapustiti vojsko in tako se je februarja 1972 upokojil.
Pozneje je bil vpleten v tožbo proti CBS zaradi prispevka v oddaji 60 minut, v katerem so ga označili za lažnivca. Kot gosta ga je voditelj oddaje Mike Wallace presenetil, ko ga je soočil z bivšim kolegom, ki je zanikal verodostojnost večine njegove zgodbe.

## Nagrade in odlikovanja
- srebrna zvezda s tremi hrastovimi listi
- legija za zasluge
- bronasta zvezda s tremi hrastovimi listi
- škrlatno srce s tremi hrastovimi listi
- zračna medalja s številko »2«
- Army Commendation Medal z napravo V
- Army Reserve Components Achievement Medal
- Army of Occupation Medal
- National Defense Service Medal z bronasto zvezdo za služenje
- Armed Forces Expeditionary Medal
- Korean Service Medal s šestimi zvezdami za služenje
- Vietnam Service Medal s štirimi zvezdami za služenje
- Armed Forces Reserve Medal (Army) z napravo za 10 let
- Meritorious Unit Commendation
- Master Parachutist Badge
- Ranger tab
- Combat Infantryman Badge, druga podelitev
- Medalja časti Turških oboroženih sil
- Presidential Unit Citation (Korea)
- United Nations Service Medal
- Vietnam Campaign Medal w/device
- Korean War Service Medal